# Popillia femoralis
Popillia femoralis är en skalbaggsart som beskrevs av Johann Christoph Friedrich Klug 1835. Popillia femoralis ingår i släktet Popillia och familjen Rutelidae. Inga underarter finns listade i Catalogue of Life.